# THE VOICE (SG 워너비의 EP)
《THE VOICE》(더 보이스)는 SG 워너비가 4년 만에 완전체로 컴백하면서 발매한 미니 앨범으로 2015년 8월 19일에 발매되었다. 내사람, 라라라 등 SG 워너비의 다수의 히트곡을 만든 조영수 작곡가가 총 프로듀싱을 맡았으며, 타이틀곡 두 곡 외에도 SG 워너비 커리어 최초로 멤버들의 자작곡이 한 곡씩 수록되어 있다.

## 뮤직비디오
타이틀곡인 가슴 뛰도록과 좋은 기억 두 곡의 뮤직비디오가 제작 되었으며, 가슴 뛰도록에서 스토리를 시작해 좋은 기억에서는 가슴 뛰도록의 이후 스토리가 담겨있다. 배우 임지연과 이이경이 출연해 뮤비에서 열연하였다.

## 대표곡
가슴 뛰도록 : 내사람, 라라라, 해바라기 등 SG 워너비의 대표곡을 만든 조영수 프로듀서가 만든 곡으로 가장 SG워너비다운 곡을 만들기 위해 조영수 프로듀서가 많은 심혈을 기울인 작품이다.
좋은 기억 : 《THE VOICE》의 또다른 타이틀 곡으로 죄와 벌을 만든 김도훈 프로듀서와 강은경 작사가의 합작품으로 SG워너비의 대표곡인 ‘살다가’가 연상되는 가사가 돋보인다.

## 트랙리스트
1. 가슴 뛰도록 <작곡 : 조영수 / 작사 : 강은경 / 편곡 : 조영수>(Title)
2. 그때 <작곡 : 이석훈, 박덕상 / 작곡 : 이석훈 / 편곡 : 이유진>
3. 좋은 기억 <작곡 : 김도훈, 이상호 / 작사 : 강은경 / 편곡 : 김도훈, 이상호>(Title)
4. 스물 <작곡 : 김용준, Brian U / 작사 : 김용준 / 편곡 : Kingming>
5. You are mine <작곡 : 김진호 / 작사 : 김진호 / 편곡 : 김진호, 안신애, 임승범>